# Frome Vauchurch
Frome Vauchurch – wieś w Anglii, w hrabstwie Dorset. Leży 12 km na północny zachód od miasta Dorchester i 190 km na południowy zachód od Londynu.